# L'Araignée (film)
Pour les articles homonymes, voir Araignée (homonymie).
Pour plus de détails, voir Fiche technique et Distribution.
L'Araignée (titre original : Woman in Hiding) est un film américain réalisé par Michael Gordon, sorti en 1950.

## Synopsis
Deborah Chandler Clark observe discrètement la police draguer une rivière en Caroline du Nord à la recherche de son corps. Elle raconte les événements qui l'ont menée à cette situation périlleuse, commencés lorsque son père, propriétaire d'une usine à Clarksville, a désapprouvé sa romance avec Selden Clark IV, le directeur général de l'usine. Malgré ses origines prestigieuses, Clark est sans fortune, brutal et agressif, et détesté par M. Chandler.
Peu après, Chandler meurt dans un accident à l'usine. Clark console Deborah et lui propose de l'épouser. Arrivés à leur cabane de lune de miel, une femme jalouse, Patricia Monahan, les attend, affirmant qu'elle est la maîtresse de Clark et qu'il a tué le père de Deborah pour contrôler l'usine. Convaincue de la véracité de ces accusations, Deborah demande l'annulation du mariage.
S'échappant en pleine nuit, Deborah prend la voiture du couple, mais Clark avait saboté les freins. La voiture devient incontrôlable, et elle saute juste avant qu'elle ne plonge dans la rivière. Se cachant, elle décide de chercher Monahan à Raleigh pour dénoncer Clark ensemble.
À Raleigh, Deborah rencontre un ancien soldat, Keith Ramsey, qui s'intéresse à elle de manière romantique avant de découvrir la récompense de 5 000 $ offerte par Clark pour retrouver sa femme prétendument en crise.
Deborah se teint les cheveux en blond et tente de fuir, mais Ramsey la suit jusqu'à Knoxville. Initialement méfiante, elle finit par lui faire confiance. Ramsey, pensant qu'elle a des hallucinations, contacte Clark secrètement.
Ramsey convainc Deborah de prendre un train pour la Californie, mais il la livre à Clark, qui veut la faire interner. Elle s'échappe, mais est rattrapée par Ramsey qui a finalement compris qu'elle est en danger.
À Raleigh, Deborah contacte Monahan, son dernier espoir. Monahan la kidnappe et la conduit à Clark, qui tente de la tuer à l'usine comme il a tué son père. Monahan est poussée par erreur dans le vide par son amant, qui tombe ensuite lui-même lorsqu'il comprend sa maitrise, et ce après une lutte contre Ramsey.
Deborah et Ramsey, maintenant mariés depuis trois mois, roulent vers Angel's Cove en Californie, heureux et prêts à agrandir leur famille.

## Fiche technique
- Titre original : Woman in Hiding
- Titre français : L'araignée
- Réalisation : Michael Gordon
- Scénario : Oscar Saul et Roy Huggins d'après Fugitive from Terror de James Webb
- Photographie : William Daniels
- Musique : Milton Schwarzwald
- Direction artistique : Robert Clatworthy et Bernard Herzbrun
- Production : Michael Kraike
- Société(s) de production : Universal-International
- Pays d'origine :  États-Unis
- Langue originale : anglais
- Genre : Film dramatique, Film policier, Film noir, Thriller
- Durée : 92 minutes
- Dates de sortie :
  - États-Unis : 22 février 1950
  - France : 11 août 1950
- Affiches : Jacques Bonneaud, Pierre Levé (France)

## Distribution
- Ida Lupino : Deborah Chandler Clark
- Stephen McNally : Selden Clark
- Howard Duff : Keith Ramsey
- Peggy Dow (en) : Patricia Monahan
- John Litel : John Chandler

Acteurs non crédités :
- Angela Clarke : la mère de Clara May
- Harry Harvey : M. Tullis